# Schwarz Ferdl
Schwarz Ferdl (* 18. Mai 1937 in Münster; eigentlich: Ferdinand Schwartze) ist ein deutscher Volksmusiksänger, Jodler, Gitarrist, Texter und Komponist.

## Leben
Ferdinand Schwartze wurde als Kind 1945 nach Neufahrn bei Freising evakuiert. Mit dreizehn Jahren agierte er als Hofsänger in einem Schülertheater. Nach Gitarre-, Akkordeon- und Geigenunterricht, Gesangsschule und kaufmännischer Lehre betätigte er sich hauptberuflich als Jodler und nebenher als Volksschauspieler im Münchner Apollo-Theater und im Märzenkeller.
Es folgten viele Soloauftritte, u. a. im Mikado-Theater in Tokio. Daneben hatte er Auftritte in Holland, Belgien, Frankreich, Schweiz, Österreich und Italien. Galaabende und große Veranstaltungen mit Interpreten wie Karel Gott, Dunja Rajter, Cindy & Bert und anderen Künstlern des volkstümlichen Schlagers folgten.
Bisher produzierte Schwarz Ferdl, der seinen Namen in Anlehnung an den bekannten Weiß Ferdl erhielt, einige Singles, LPs, MCs und CDs. Fast alle Titel sind von ihm komponiert und getextet. Als Komponist und Texter schrieb er auch für René Carol, den Titel Wo ist der Weg nach Dvorovi. Ferdl pflegt ein inniges Verhältnis zu seiner ehemaligen Wahlheimat Freising, für die er das Freisinger Lied schuf. Bei den Downloads in der volkstümlichen Schlagermusik von mp3.de liegt Schwarz Ferdl auf den vorderen Rängen.

## Bekannte Titel
- Eine kleine Jodelmelodie
- Freisinger Lied
- Hintermoser Wally

## Diskografie
- Wenn ein Jodler
- Freisinger Lied
- A Sträussal Edelweiss
- In den Bergen
- Denk an mich
- Wenn in den Bergen
- Sagen die Ochsen
- Franz-Josefs Jodler
- Eine kleine Jodelmelodie
- Ein kleines, blaues Enzian
- Durch die Wiesen
- Hintermoser Beni
- Lebt wohl, ihr Berge
- CB-Funk Jodler
- Stress macht mi so nervös
- Hintermoser Wally
- Ferdls Grand Prix Bewerbung 1993
- Wo ist der Weg nach Dvorovi?
- Ich lieb Dich